# Goniapteryx
Goniapteryx is een geslacht van vlinders van de familie spinneruilen (Erebidae), uit de onderfamilie Calpinae.

## Soorten
- G. elegans Butler, 1878
- G. obtusa Walker, 1865
- G. sergilia Stoll, 1780
- G. servia Stoll, 1780
- G. tullia Perty, 1833